# Vellozia

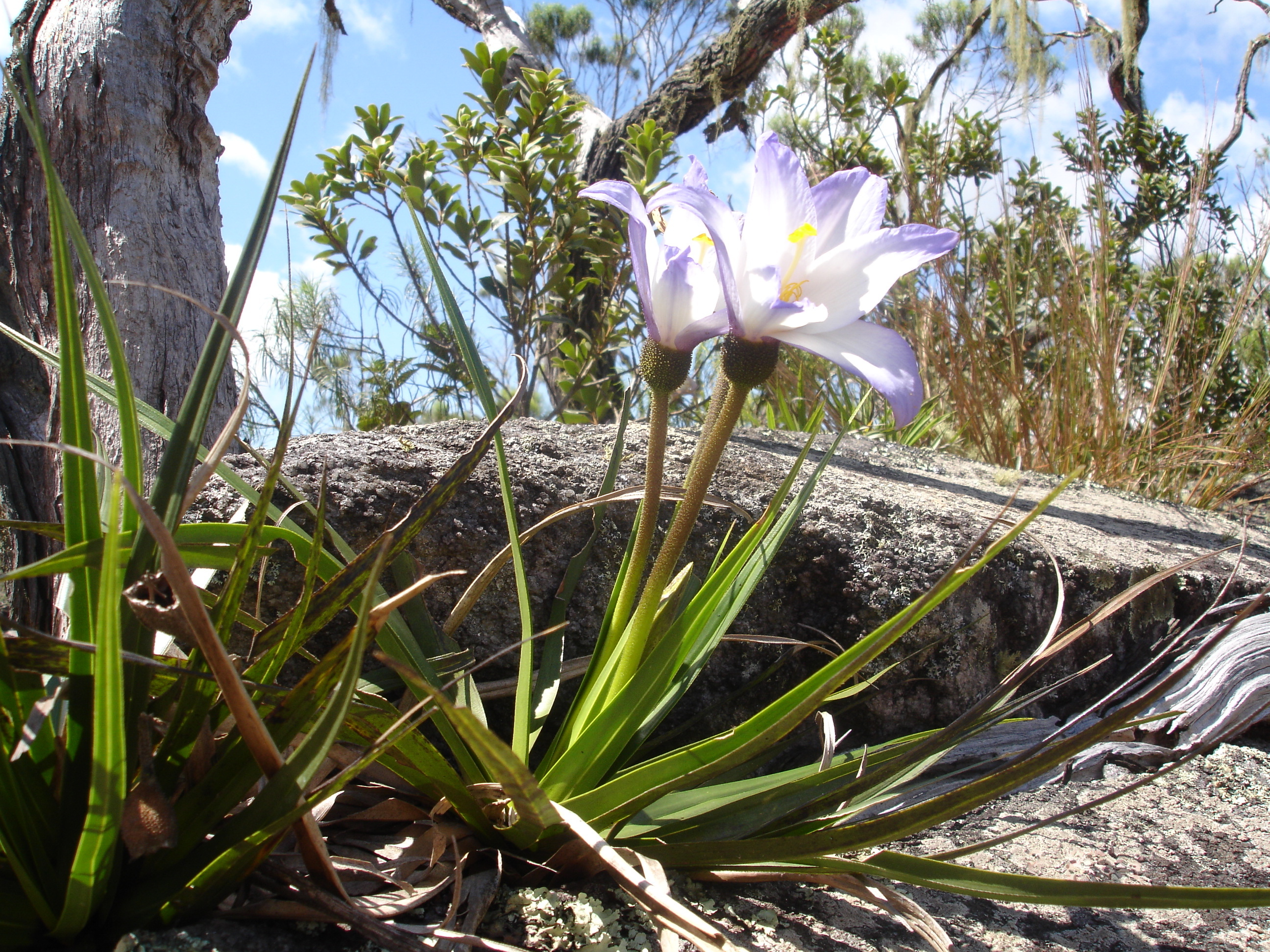
Pokrój Vellozia sp.

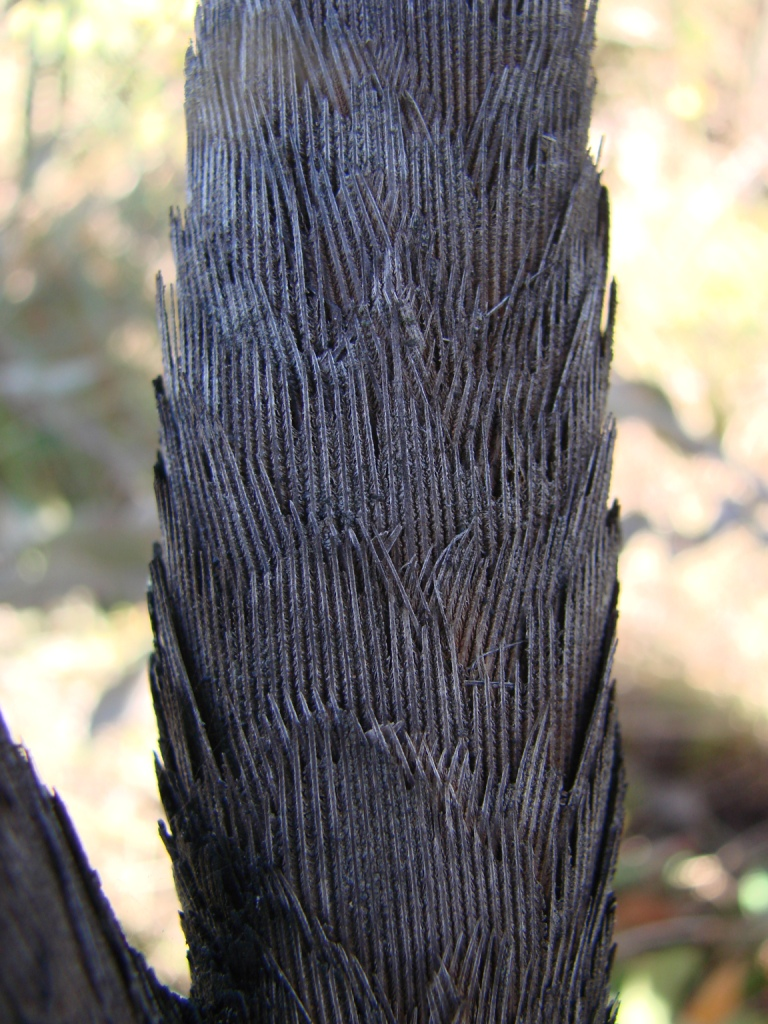
Łodyga Vellozia squamata z pozostałościami nasad blaszek liściowych

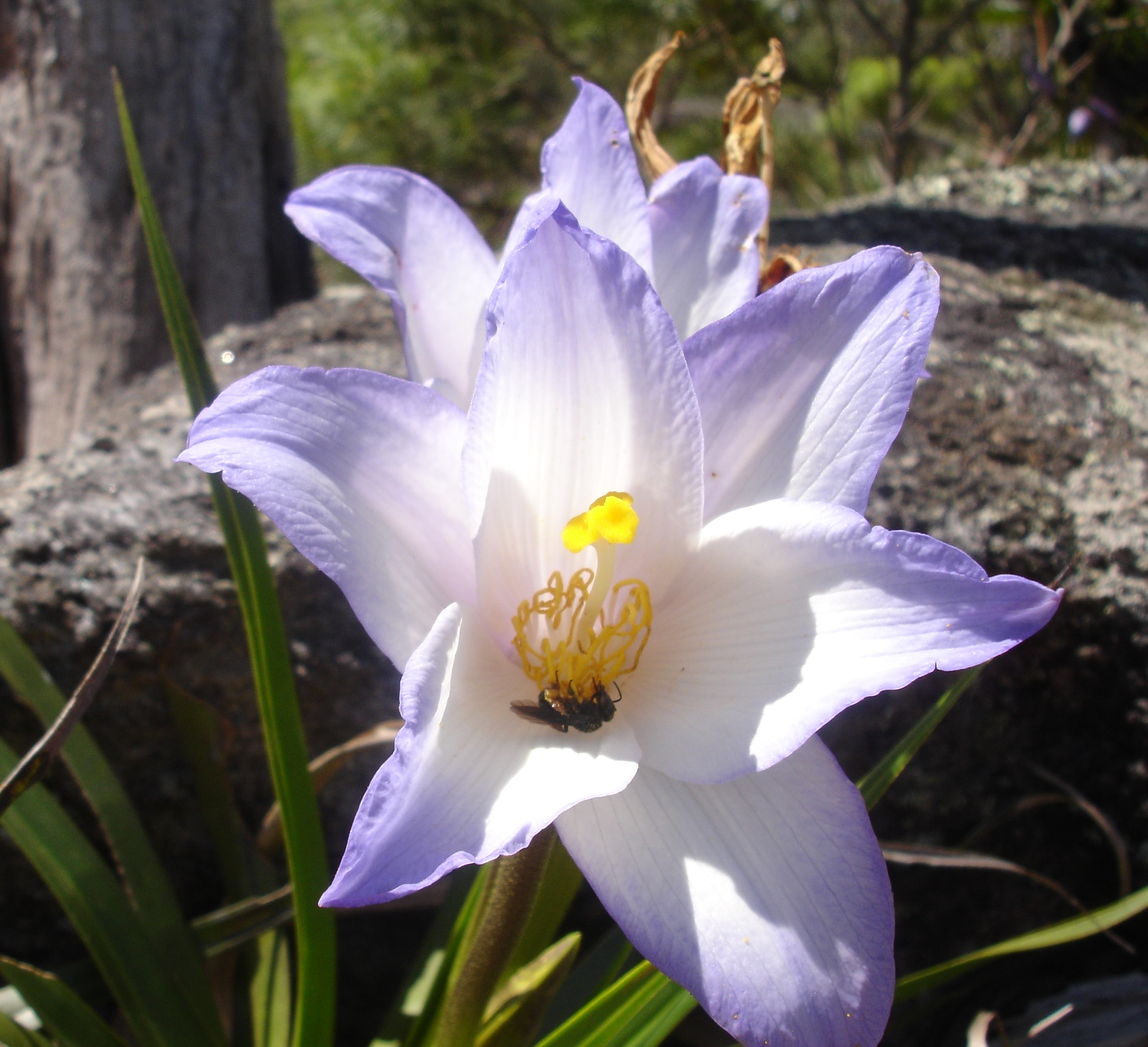
Kwiat Vellozia sp.

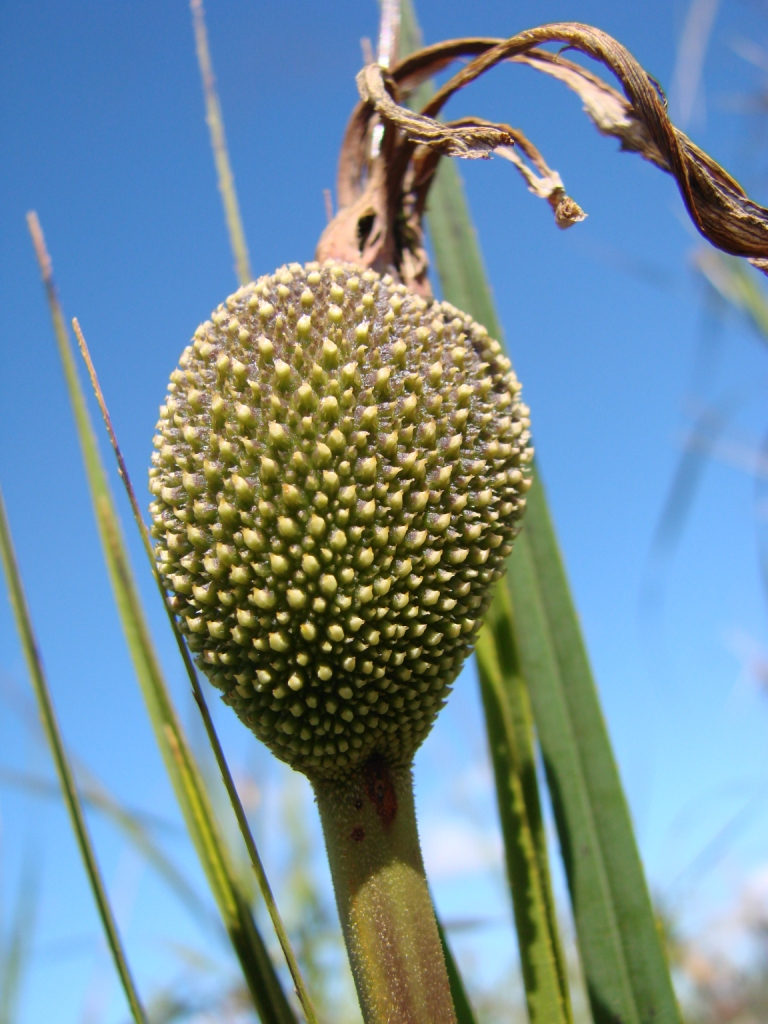
Owoc Vellozia squamata

Vellozia Vand. – rodzaj kserofitycznych roślin z rodziny Velloziaceae, obejmujący 143 gatunki, występujące w Ameryce Południowej, od Panamy do Brazylii.
Nazwa naukowa rodzaju została nadana na cześć José Mariano de la Conceicão Velloso, żyjącego w latach 1742–1811 mnicha i botanika, edytora prac Domenico Vandelli'ego o brazylijskich Velloziaceae.

## Morfologia
PokrójKrzewy osiągające wysokość do 6 metrów.
ŁodygaZdrewniała, włóknista, rozgałęziona, cylindryczna lub trójkątna w przekroju, pokryta starymi nasadami liści, wzniesiona i naziemna. Jedynie w przypadku Vellozia crinita łodyga jest płożąca i podziemna.
LiściePołożone rozetkowo w trzech pionowych rzędach na szczycie łodygi i jej rozgałęzień. Blaszki liściowe równowąskie, grzbietobrzuszne, całobrzegie, rzadziej ząbkowane, z czasem odchylające się, trwałe lub obumierające.
KwiatyPromieniste, obupłciowe, wyrastające wierzchołkowo na łodydze. Hypancjum długości zalążni lub wielokrotnie od niej dłuższe. Okwiat sześciolistkowy. Listki okwiatu położone w dwóch okółkach, zrośnięte w rurkę. Koronowate wyrostki, szerokie, płaskie, zwykle dwuklapowe, wolne lub zrośnięte w rurkę. Pręciki o cylindrycznych, zwężających się nitkach. Zalążnia trójkomorowa, często spłaszczona wierzchołkowo. Szyjka słupka wydłużona, przechodząca w 3 poziome lub nieco odchylone, prawie okrągłe, zbiegające się wierzchołkowo znamiona. W każdej komorze zalążni powstają dwa łożyska. Septalne miodniki położone są w ścianach zalążni.
OwoceTorebki zawierające liczne nasiona.

## Biologia i ekologia
RozwójWieloletnie fanerofity, rzadziej chamefity, kserofity. Rośliny z tego rodzaju są pojkilohydryczne i całkowicie odporne na wysuszenie tkanek. Vellozia są zapylane przez kolibry oraz miesierki.
SiedliskoWychodnie skalne w formacjach campos.
Interakcje z innymi gatunkamiDwa brazylijskie gatunki storczyków: Pseudolaelia vellozicola i Constantia cipoensis występują jedynie na forofitach z rodzaju Vellozia.
Cechy fitochemiczneW tkankach Vellozia compacta obecne są diterpeny trójcykliczne, z kolei w tkankach V. coronata i V. nazuzae obecne są cytotoksyczne naftoflawony. W wakuolach liści V. streptophylla występuje kwercetyna.

## Systematyka
Pozycja systematyczna według Angiosperm Phylogeny Website (aktualizowany system APG IV z 2016)Należy do podrodziny Vellozioideae, rodziny Velloziaceae, w rzędzie pandanowców (Pandanales)  zaliczanych do jednoliściennych (monocots).
Gatunki
| - Vellozia abietina Mart. - Vellozia alata L.B.Sm. - Vellozia albiflora Pohl - Vellozia aloifolia Mart. - Vellozia alutacea Pohl - Vellozia andina Ibisch - Vellozia angustifolia Goethart & Henrard - Vellozia annulata Goethart & Henrard - Vellozia arenicola L.B.Sm. - Vellozia armata Mello-Silva - Vellozia asperula Mart. - Vellozia auriculata Mello-Silva & N.L.Menezes - Vellozia bahiana L.B.Sm. & Ayensu - Vellozia barbaceniifolia Seub. - Vellozia barbata Goethart & Henrard - Vellozia bicarinata L.B.Sm. & Ayensu - Vellozia blanchetiana L.B.Sm. - Vellozia brachypoda L.B.Sm. & Ayensu - Vellozia bradei Schulze-Menz - Vellozia brevifolia Seub. - Vellozia breviscapa Mart. - Vellozia bulbosa L.B.Sm. - Vellozia burle-marxii L.B.Sm. & Ayensu - Vellozia caespitosa L.B.Sm. & Ayensu - Vellozia campanuloides Mello-Silva - Vellozia canelinha Mello-Silva - Vellozia capiticola L.B.Sm. - Vellozia caput-ardeae L.B.Sm. & Ayensu - Vellozia caruncularis Mart. ex Seub. - Vellozia castanea L.B.Sm. & Ayensu - Vellozia caudata Mello-Silva - Vellozia ciliata L.B.Sm. - Vellozia cinerascens (Mart.) Mart. ex Seub. - Vellozia compacta Mart. - Vellozia coronata L.B.Sm. - Vellozia costata L.B.Sm. & Ayensu - Vellozia crinita Goethart & Henrard - Vellozia crispata L.B.Sm. - Vellozia cryptantha Seub. - Vellozia dasypus Seub. - Vellozia dawsonii L.B.Sm. - Vellozia decidua L.B.Sm. & Ayensu - Vellozia declinans Goethart & Henrard - Vellozia dumitiana R.E.Schult. - Vellozia echinata Goethart & Henrard - Vellozia epidendroides Mart. - Vellozia exilis Goethart & Henrard - Vellozia fibrosa Goethart & Henrard - Vellozia fimbriata Goethart & Henrard - Vellozia froesii L.B.Sm. - Vellozia fruticosa L.B.Sm. - Vellozia furcata L.B.Sm. & Ayensu - Vellozia geotegens L.B.Sm. & Ayensu - Vellozia gigantea N.L.Menezes & Mello-Silva - Vellozia glabra J.C.Mikan - Vellozia glandulifera Goethart & Henrard - Vellozia glauca Pohl - Vellozia glochidea Pohl - Vellozia goiasensis L.B.Sm. - Vellozia graminea Pohl - Vellozia granulata Goethart & Henrard - Vellozia grao-mogulensis L.B.Sm. - Vellozia grisea Goethart & Henrard - Vellozia gurkenii L.B.Sm. - Vellozia harleyi L.B.Sm. & Ayensu - Vellozia hatschbachii L.B.Sm. & Ayensu - Vellozia hemisphaerica Seub. - Vellozia hirsuta Goethart & Henrard - Vellozia hypoxoides L.B.Sm. - Vellozia incurvata Mart. - Vellozia intermedia Seub. - Vellozia jolyi L.B.Sm. | - Vellozia kolbekii R.J.V.Alves - Vellozia laevis L.B.Sm. - Vellozia lanata Pohl - Vellozia leucanthos Goethart & Henrard - Vellozia lilacina L.B.Sm. & Ayensu - Vellozia lithophila R.E.Schult. - Vellozia luteola Mello-Silva & N.L.Menezes - Vellozia macarenensis Philipson - Vellozia macedonis Woodson - Vellozia machrisiana L.B.Sm. - Vellozia maculata Goethart & Henrard - Vellozia maguirei L.B.Sm. - Vellozia marcescens L.B.Sm. - Vellozia markgrafii Schulze-Menz - Vellozia maudeana R.E.Schult. - Vellozia maxillarioides L.B.Sm. - Vellozia metzgerae L.B.Sm. - Vellozia minima Pohl - Vellozia modesta L.B.Sm. & Ayensu - Vellozia nanuzae L.B.Sm. & Ayensu - Vellozia nivea L.B.Sm. & Ayensu - Vellozia nuda L.B.Sm. & Ayensu - Vellozia obtecta Mello-Silva - Vellozia ornata Mart. - Vellozia panamensis Standl. - Vellozia patens L.B.Sm. & Ayensu - Vellozia peripherica Mello-Silva - Vellozia phantasmagoria R.E.Schult. - Vellozia pilosa Goethart & Henrard - Vellozia piresiana L.B.Sm. - Vellozia prolifera Mello-Silva - Vellozia pterocarpa L.B.Sm. & Ayensu - Vellozia pulchra L.B.Sm. - Vellozia pumila Goethart & Henrard - Vellozia punctulata Seub. - Vellozia pusilla Pohl - Vellozia ramosissima L.B.Sm. - Vellozia resinosa Mart. - Vellozia riedeliana Goethart & Henrard - Vellozia scabrosa L.B.Sm. & Ayensu - Vellozia scoparia Goethart & Henrard - Vellozia sellowii Seub. - Vellozia sessilis L.B.Sm. ex Mello-Silva - Vellozia seubertiana Goethart & Henrard - Vellozia sincorana L.B.Sm. & Ayensu - Vellozia spiralis L.B.Sm. - Vellozia squalida Mart. - Vellozia squamata Pohl - Vellozia stellata L.B.Sm. & Ayensu - Vellozia stenocarpa Mello-Silva - Vellozia stipitata L.B.Sm. & Ayensu - Vellozia streptophylla L.B.Sm. - Vellozia subalata L.B.Sm. & Ayensu - Vellozia sulphurea Pohl - Vellozia swallenii L.B.Sm. - Vellozia taxifolia (Mart. ex Schult. & Schult.f.) Mart. ex Seub. - Vellozia teres L.B.Sm. & Ayensu - Vellozia tertia Spreng. - Vellozia tillandsioides Mello-Silva - Vellozia tomeana L.B.Sm. & Ayensu - Vellozia tomentosa Pohl - Vellozia torquata L.B.Sm. & Ayensu - Vellozia tragacantha (Mart. ex Schult. & Schult.f.) Mart. ex Seub. - Vellozia tubiflora (A.Rich.) Kunth - Vellozia uleana L.B.Sm. - Vellozia variegata Goethart & Henrard - Vellozia velutinosa Goethart & Henrard - Vellozia verruculosa Mart. - Vellozia viannae L.B.Sm. - Vellozia virgata Goethart & Henrard - Vellozia wasshausenii L.B.Sm. & Ayensu |

## Zastosowanie
Rośliny ozdobneVellozia bahiana jest rośliną ogrodową, uprawianą w krajach tropikalnych, z uwagi na atrakcyjne, lawendowe kwiaty.
Inne zastosowaniaObumarłe łodygi tych roślin stosowane są w Bahia jako podpałka.